# Jacques Josse
Pour les articles homonymes, voir Josse.
Jacques Josse, né le 10 juin 1953 à Lanvollon dans les Côtes-du-Nord (aujourd'hui Côtes d'Armor), est un poète et éditeur français. Il vit à Rennes depuis la fin des années 1980.

## Aperçu biographique
Venu à l’écriture après avoir lu Ginsberg, Corso et Snyder, il se sent également attiré par Bohumil Hrabal, Herta Müller, John McGahern, Erri De Luca, Mario Rigoni Stern, Antonio Lobo Antunes ou Raymond Carver.
Le titre de son recueil de poésie Vision claire d’un semblant d’absence au monde est emprunté à un poème de Danielle Collobert.  
Éditeur, il a animé la revue Foldaan (1980-1987, huit numéros, 1000 pages) avant de créer de 1991 à 2010 la maison d'édition Wigwam éditions, où poésie et peinture étaient étroitement liées. Ainsi a-t-il publié entre autres Matthieu Messagier, James Sacré, Antoine Emaz ou encore Daniel Biga.
Il a longtemps dirigé la collection « Piqué d’étoiles » aux éditions Apogée et a présidé de 2008 à 2012 la Maison de la Poésie de Rennes.
Jacques Josse est également l'auteur de plus d’une quarantaine d’ouvrages de poésie, de prose, fragments ou récits, sans parler d’innombrables notes de lectures, publiées sur son site personnel ou dans des revues telles que remue.net. 
Ses récits pleins d’humanité évoquent la Bretagne à travers les gens simples qu'il a côtoyés mais aussi ses rencontres littéraires de jeunesse avec en particulier les auteurs de la Beat Generation
.
Il a reçu le Prix Loin du marketing en 2014 pour l'ensemble de son œuvre.